# Liste von historischen Schulen in Radebeul

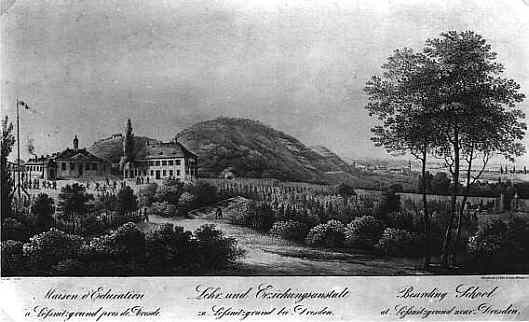
Werbelithografie von Dr. Serrius’ „Lehr und Erziehungsanstalt zu Lößnitzgrund bei Dresden“ (Grundhof, 1823)

Die Liste von historischen Schulen in Radebeul gibt eine Übersicht über heutige und ehemalige Schulen der sächsischen Stadt Radebeul beziehungsweise deren Gebäude, die entweder unter Denkmalschutz stehen oder standen oder die durch historische Erwähnung in vergangenen Jahrhunderten auf dem Gebiet der Lößnitz auch heute noch eine Rezeption finden.

## Geschichte
Bis in das 19. Jahrhundert hinein waren die Schulen als sogenannte Küsterschulen oder Kirchschulen eine Einrichtung der jeweiligen Parochie. In Kötzschenbroda wurde bereits Anfang des 15. Jahrhunderts kirchlicher Schulunterricht erteilt, der älteste damit zusammenhängende, bekannte Ort ist die nach der Reformation im Jahr 1572 am Marktplatz in der Küsterei eingerichtete Schulstube. Das Gebäude brannte mehrfach ab und wurde wieder aufgebaut, der nach dem Brand 1803 errichtete Wiederaufbau findet sich unter der Adresse Altkötzschenbroda 38. Dieses später als Hauptschulgebäude benannte Haus bekam erst 1850 eine zweite Schulstube, als auch diese später nicht mehr reichte, wurde 1864 hinten im Garten ein Nebenschulgebäude errichtet, das sich heute unter der Adresse Vorwerkstraße 14 findet. So wie in Kötzschenbroda eine zentrale Kirchschule für die westlichen Lößnitzgemeinden und deren weiteres Umfeld zuständig war, gab es in der Parochie der Filialkirche in Kaditz ab 1617 mit der dortigen Kirchschule eine Einrichtung für die östlichen Lößnitzgemeinden und deren östliche Nachbardörfer.
Ab Mitte des 17. Jahrhunderts siedelten sich in den umliegenden Dörfern erste Kinderlehrer an, so Martin Kirchbach, der ab 1649 in Naundorf und Zitzschewig Kinder in Form der Reihe- oder Wandelschule unterrichtete, das heißt jeden Tag in der Stube eines anderen Bauern, von dem er auch jeweils verköstigt wurde. Im Jahr 1783 errichtete die Gemeinde Naundorf als erste auf dem Gebiet der Lößnitz ein gemeindeeigenes Schulhaus (Altnaundorf 40) am Angerteich, das zahlreiche verheerende Dorfbrände überstand und noch heute steht. Nach Einführung des sächsischen Elementar-Volksschulgesetz von 1835, mit dem die achtjährige Schulpflicht eingeführt wurde, entstand auch auf dem Gebiet des Niederlößnitzer Weinbergsvereins 1838 eine Schule (Winzerstraße 72), obwohl die Gemeinde Niederlößnitz erst ein Jahr später förmlich gegründet wurde, es folgte 1842 Zitzschewig mit dem Gebäude auf den Huhlbergen (heute Gerhart-Hauptmann-Straße 12).
Neben diesen Volksschulen entstanden immer wieder private Schulen, die weiterführenden Unterricht anboten oder sich an die besseren Kreise wandten, so Carl Langs international renommierte Erziehungsanstalt für Knaben auf Wackerbarths Ruh’, wo auch Johann Peter Hundeiker unterrichtete, oder die 1823 von Dr. der Weltweisheiten Serrius im Grundhof eingerichtete Lehr- und Erziehungsanstalt für Knaben. Mädchen erhielten 1868/1869 mit dem Luisenstift als Anstalt für Töchter höherer Stände die Möglichkeit zu besserer Ausbildung. Weitere private Schulen waren beispielsweise das Hoffmannsche Knabeninstitut oder Kriegers höhere Lehr- und Erziehungsanstalt für Töchter. Erst 1906/1907 entstand mit der Realschule mit Progymnasium in der Lößnitz eine öffentliche höhere Lehranstalt für das Gebiet Radebeuls.

## Legende
Die in der Tabelle verwendeten Spalten listen die im Folgenden erläuterten Informationen auf:
- Name, Bezeichnung: Bezeichnung des einzelnen Objekts.
- Adresse, Koordinaten: Heutige Straßenadresse, Lagekoordinaten.

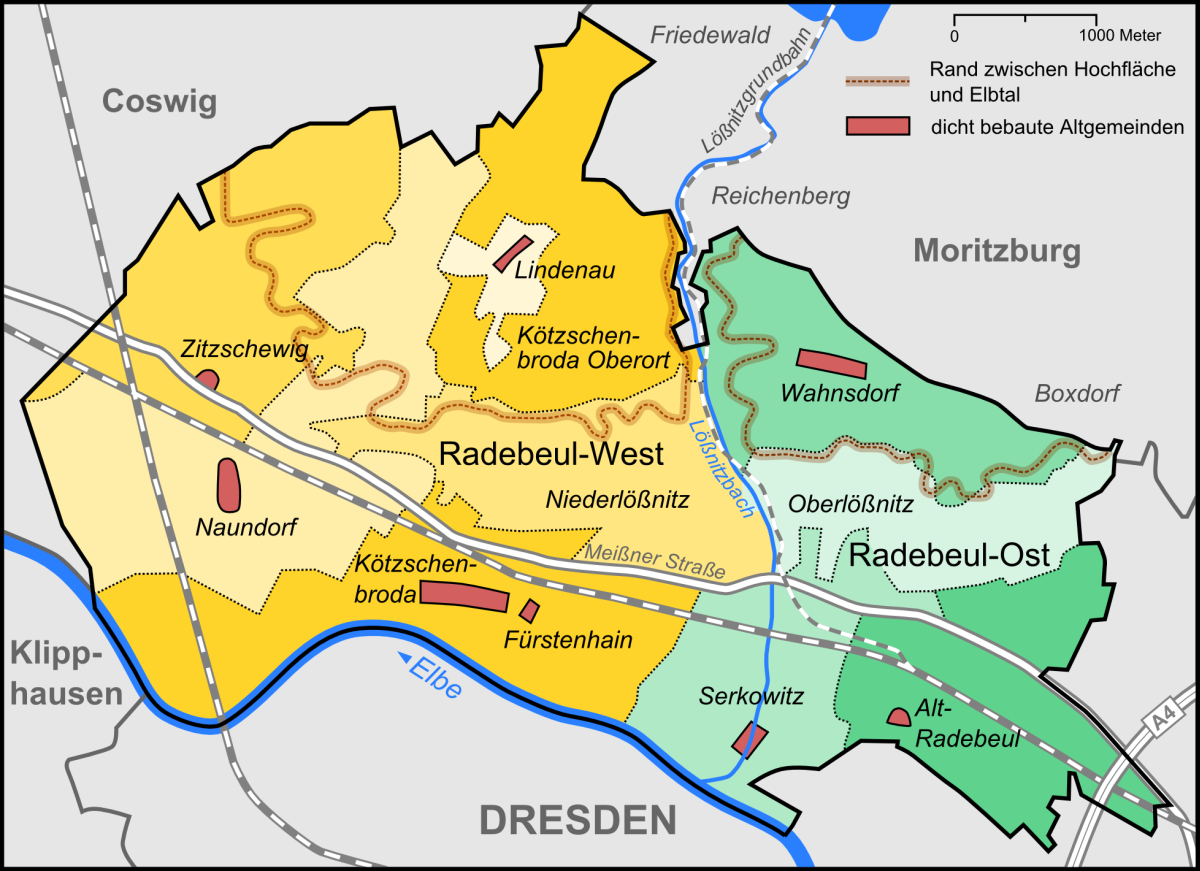
Übersicht über die Lage der Radebeuler Stadtteile

- Stadtteil: Heutiger Radebeuler Stadtteil, so wie in der hiesigen Karte dargestellt. Vor 1839, dem Gründungsjahr von Oberlößnitz und Niederlößnitz, lagen die betreffenden Anwesen auf Radebeuler, Serkowitzer, Kötzschenbrodaer oder Naundorfer Weinbergsflur.

- FUE: Fürstenhain
- KOE: Kötzschenbroda
- KOO: Kötzschenbroda-Oberort
- LIN: Lindenau
- NAU: Naundorf
- NDL: Niederlößnitz
- OBL: Oberlößnitz
- RAD: Alt-Radebeul
- SER: Serkowitz
- WAH: Wahnsdorf
- ZIT: Zitzschewig

- Datum: Besondere Baujahre, so weit bekannt oder ableitbar, teilweise auch Datum der Ersterwähnung der Liegenschaft.
- Baumeister, Architekten: Baumeister, Architekten und weitere Kunstschaffende.
- Art des Kulturdenkmals, Bemerkung: Nähere Erläuterung über den Denkmalstatus, Umfang der Liegenschaft und ihre Besonderheiten.

Kürzelverzeichnis:
- ED: Das Objekt ist ein Einzeldenkmal.
- SG: Das Objekt ist Teil einer denkmalpflegerischen Sachgesamtheit.
- WLG: Das Objekt ist ein Werk der Landschafts- und Gartengestaltung.
- DNA: Das Objekt ist eine denkmalpflegerische Nebenanlage.

- Bild: Foto des Hauptobjekts.

## Öffentliche Schulen
| Name, Bezeichnung | Adresse, Koordinaten               | Stadtteil | Datum                                  | Baumeister, Architekten                                                                       | Art des Kulturdenkmals, Bemerkung | Bild                                                       |
| --- | ---------------------------------- | --------- | -------------------------------------- | --------------------------------------------------------------------------------------------- | --- | ---------------------------------------------------------- |
| Kirchschule Kötzschenbroda | Altkötzschenbroda 38 (Lage)        | KOE       | 1572, 1803 abgebrannt, erneuert        |                                                                                               | Kein Denkmal. Ehemaliges Schulhaus, Hauptschulgebäude bis 1874. Nebenschulgebäude siehe Vorwerkstraße 14                                                                                    | Ehemalige Kirchschule Kötzschenbroda                       |
| Alte Schule und Gemeindehaus | Altnaundorf 40 (Lage)              | NAU       | 1783, 1879, 1922                       |                                                                                               | ED. Alte Schule, später Armen- und Arresthaus. Heute Wohnhaus. Überstand 1822 den Großbrand, der fast das gesamte sonstige Dorf vernichtete.                                                | Alte Schule und Gemeindehaus Naundorf                      |
| Dorfschule Wahnsdorf | Altwahnsdorf 65 (Lage)             | WAH       | 1858                                   |                                                                                               | Kein Denkmal. Ehemaliges Schulhaus | Ehemalige Dorfschule Wahnsdorf                             |
| Grundschule Oberlößnitz | Augustusweg 42 (Lage)              | OBL       | 1853/54                                | Christian Gottlieb Ziller, Maurermeister Götze                                                | Kein Denkmal. Ehemals Oberlößnitzer Schule mit Betsaal, seit 1992 Grundschule | Oberlößnitzer Schule mit Betsaal, vor der Aufstockung 1883 |
| Grundschule Oberlößnitz II, Villa Wach                                                                                           | Augustusweg 62 (Lage)              | OBL       | 1672, 1790, um 1850, 1913              |                                                                                               | Kein Denkmal mehr. Herrenhaus. Von 1958 bis 1972 als Grundschule Oberlößnitz II genutzt. Besitzer, Bewohner Christian Friedrich von Gregory, Edward Goschen, Gustav von Metzsch, Felix Wach | Villa Wach                                                 |
| Volksschule Naundorf, Grundschule Naundorf                                                                                       | Bertheltstraße 10, 10a (Lage)      | NAU       | 1905, 1914/15                          | Gebrüder Kießling                                                                             | ED. Dritte Naundorfer Volksschule, mit Turnhalle | Grundschule Naundorf                                       |
| Volksschule Naundorf | Bertheltstraße 16 (Lage)           | NAU       | 1878                                   |                                                                                               | Kein Denkmal. Zweite Naundorfer Volksschule. Später Gemeindeamt, Sparkasse und Standesamt, heute Kindertagesstätte und Schulhort                                                            | Dorfschule Naundorf                                        |
| Herder-Institut Abteilung Radebeul                                                                                               | Borstraße 9 (Lage)                 | NDL       | um 1850                                | Christian Gottlieb Ziller                                                                     | Kein Denkmal. Villa. Heute Pflege-Wohnpark | Seniorenresidenz Herderpark, Villa                         |
| Herder-Institut Abteilung Radebeul (Ergänzungsbauten)                                                                            | Borstraße 9 (Lage)                 | NDL       | 1880–1883                              | Gebrüder Ziller (Ergänzung)                                                                   | Kein Denkmal. Sanatorium. Heute Pflege-Wohnpark | Seniorenresidenz Herderpark, Hauptgebäude                  |
| Musikschule Radebeul | Dürerstraße 1 (Lage)               | KOE       | 1894/96                                | Ernst Kießling                                                                                | ED. Mietvilla, heute Musikschule | Villa Nirwana                                              |
| Dorfschule Zitzschewig | Gerhart-Hauptmann-Straße 12 (Lage) | ZIT       | 1841/42, 1876, 1895, 1915              |                                                                                               | Kein Denkmal. Ehemaliges Schulgebäude, ab 1915 mit Turnhalle, heute Kindertagesstätte. Siehe Gerhart-Hauptmann-Gedenkstein                                                                  | Ehemalige Dorfschule Zitzschewig                           |
| Volksschule Kötzschenbroda, Grundschule Kötzschenbroda                                                                           | Harmoniestraße 7 (Lage)            | KOE       | 1904                                   | Gebrüder Kießling (Entwurf), Gebrüder Große (Bau)                                             | ED. Viertes Kötzschenbrodaer Schulhaus | Grundschule Kötzschenbroda                                 |
| Grundschule „Friedrich Schiller“, Schillerschule, Höhere Volksschule Radebeul                                                    | Hauptstraße 10 (Lage)              | RAD       | 2. H. 19. Jh., 1896                    | Carl Käfer (Turnhalle)                                                                        | ED. Schulgebäude, von 1951 bis 1955 Hauptsitz des Instituts für Lehrerbildung Radebeul | Schillerschule                                             |
| Oberschule Kötzschenbroda, Mittelschule Kötzschenbroda, Volksschule Kötzschenbroda, Berufsschule Kötzschenbroda, „Gelbe Schule“  | Hermann-Ilgen-Straße 35 (Lage)     | KOE       | 1874, 1885, 1929                       |                                                                                               | Kein Denkmal. Schule | Oberschule Kötzschenbroda                                  |
| Winzerschule des Staatsweinguts                                                                                                  | Hoflößnitzstraße 60 (Lage)         | OBL       | 1926/28                                | Johannes Eisold                                                                               | ED. Ehemaliges Verwaltungsgebäude des Staatsweinguts, mit vorgelagertem Unterbau und Pergolaarchitektur                                                                                     | Winzerschule des Staatsweinguts                            |
| Grundschule Niederlößnitz, Mittlere Volksschule, Polytechnische Oberschule „Martin Andersen Nexö“                                | Ledenweg 35 (Lage)                 | NDL       | 1860, 1886, 1905 Anbau, 1906–1908      | Gebrüder Ziller, Adolf Neumann (Erweiterung), Adolf Neumann (Neubau)                          | ED. Schule mit Anbau, Turnhalle und Einfriedung | Grundschule Niederlößnitz, Altes Haus                      |
| Armenhaus, Schulstube | Meißner Straße 418 ()              | ZIT       | vor 1800                               |                                                                                               | Kein Denkmal. Ehemaliges Armenhaus, Schulstube. Abgebrochen, ehemals am Eingang zur Straße Altzitzschewig gegenüber dem ebenfalls abgebrochenen Gasthof Zitzschewig                         | Kein freies Foto verfügbar                                 |
| Schule Lindenau | Moritzburger Straße 88 (Lage)      | KOO       | 1882/83, 1897, 1900                    | F. A. Bernhard Große, Alfred Große                                                            | Kein Denkmal. Ehemalige Lindenauer Schule (auch Kötzschenbroda-Oberort), ab um 1900 auch Feuerspritzenhaus. Seit 1974 Freiwillige Feuerwehr und Begegnungsstätte                            | Schule Lindenau                                            |
| Volksschulgebäude Oberkötzschenbroda                                                                                             | Neuländer Straße 34 (Lage)         | KOO       | 1901/02                                | Alfred Große (Entwurf)                                                                        | Kein Denkmal mehr. Denkmalschutz nach 2008 aufgehoben. Ehemaliges Schulgebäude | Volksschulgebäude Oberkötzschenbroda                       |
| Jugendkunstschule des Landkreises Meißen, Außenstelle Radebeul, Turmhaus des Grundhofs                                           | Paradiesstraße 68 (Lage)           | NDL       | 1650 Hoher Berg, 1696, 1823, 1907–1909 | Otto Rometsch, Adolph Suppes                                                                  | ED DNA. Ehemaliges Weingut mit Herrenhaus, Gartensaal, Gärtnerhaus sowie zwei Pavillons, Park und Einfriedung. Besitzer, Bewohner: Wilhelm Claus, Karl Kröner, Paul Wilhelm                 | Grundhof, Gartensaal, dahinter das Turmhaus                |
| Pestalozzischule, Einfache Volksschule Radebeul, 1. Bezirksschule, Lößnitzgymnasium (Haus 2)                                     | Pestalozzistraße 3 (Lage)          | RAD       | 1896                                   | Carl Käfer (Entwurf), Gustav Röder                                                            | ED. Schule mit Turnhalle und Einfriedung | Pestalozzischule                                           |
| Volksschule Wahnsdorf | Schulstraße 2 (Lage)               | WAH       | 1897                                   |                                                                                               | Kein Denkmal. Ehemaliges Schulgebäude, heute Gemeindezentrum | Ehemalige Volksschule Wahnsdorf                            |
| Herder-Institut Abteilung Radebeul (Erweiterungsgebäude)                                                                         | Schweizerstraße 3 (Lage)           | NDL       | 1892                                   | Adolf Neumann                                                                                 | ED. Mietvilla mit Einfriedung | Schweizerstraße 3                                          |
| Lößnitzgymnasium, Realschule mit Progymnasium in der Lößnitz, Hans-Schemm-Schule, Schule des Heimkombinats „Freies Griechenland“ | Steinbachstraße 21 (Lage)          | SER       | 1906/07                                | F. W. Eisold, J. Arthur Bohlig (Entwurf), F. A. Bernhard Große, Alfred Große, Gebrüder Ziller | ED. Schule mit Turnhalle, ab 1955 Hauptsitz und Übungsschule des Instituts für Lehrerbildung „Edwin Hoernle“                                                                                | Front des Steinbachhauses an der Steinbachstraße           |
| Luisenstift, Städtische Oberschule Radebeul, EOS „Juri Gagarin“                                                                  | Straße der Jugend 3 (Lage)         | NDL       | 1868/70, 1920er Jahre Turnhalle        | Gebrüder Ziller                                                                               | ED. Schulgebäude mit Turnhalle, heute Gymnasium | Gymnasium Luisenstift                                      |
| Alte Schule Serkowitz | Straße des Friedens 35 (Lage)      | SER       | 1874/75                                | Gebrüder Ziller                                                                               | ED. Ehemaliges Schulgebäude mit Einfriedung, seit 1905 privates Wohnhaus | Alte Schule Serkowitz                                      |
| Gewerbe- und Handelsschule der Lößnitzortschaften, Berufliches Schulzentrum Radebeul                                             | Straße des Friedens 58 (Lage)      | SER       | 1921/22, 1929                          | Gebrüder Kießling (Entwurf), Alwin Höhne (Bau), Johannes Eisold (Anbau)                       | ED. Berufsschule, Schulgebäude | Berufliches Schulzentrum Radebeul                          |
| Nebenschulgebäude Kötzschenbroda, Wohnhaus Vorwerkstraße 14                                                                      | Vorwerkstraße 14 (Lage)            | KOE       | 1863, 1886 umgebaut                    | Moritz Große                                                                                  | ED. Wohnhaus, zweites Kötzschenbrodaer Schulhaus | Dorfschule Kötzschenbroda                                  |
| Rosegger-Schule, Oberschule Radebeul-Mitte, Mittelschule Radebeul-Mitte                                                          | Wasastraße 21 (Lage)               | SER       | 1901                                   | Otto Foerster (Entwurf), Gebrüder Ziller (Bau)                                                | ED. Schule mit Turnhalle um 1901, Turnhalle von 1910 | Roseggerhaus                                               |
| Evangelische Grundschule, Amtsgericht Kötzschenbroda                                                                             | Wilhelm-Eichler-Straße 13 (Lage)   | KOE       | 1908–1910                              | Heinrich Tscharmann (Entwurf), Gebrüder Große (Bau)                                           | ED. Ehemaliges Gericht, langgestrecktes Gebäude mit zwei Pförtnerhäuschen | Amtsgerichtsgebäude in Kötzschenbroda, Zentralausschnitt   |
| Niederlößnitzer Schule | Winzerstraße 72 (Lage)             | NDL       | 1837, 1871                             | Maurermeister Große                                                                           | Kein Denkmal. Schule, ab 1871 Wohnhaus. Bewohner: Martin Anton Niendorf | Ehemalige Niederlößnitzer Schule                           |

## Ehemalige private Schulen
| Name, Bezeichnung                                                                           | Adresse, Koordinaten                            | Stadtteil | Datum                                                   | Baumeister, Architekten                                                                    | Denkmalumfang, Bemerkung | Bild                                                                                |
| ------------------------------------------------------------------------------------------- | ----------------------------------------------- | --------- | ------------------------------------------------------- | ------------------------------------------------------------------------------------------ | --- | ----------------------------------------------------------------------------------- |
| Orchesterschule, Villa Bruno Krumbholz                                                      | Bernhard-Voß-Straße 23 (Lage)                   | KOE       | 1898                                                    |                                                                                            | BD. Mietvilla | Orchesterschule Kötzschenbroda                                                      |
| Hoffmannsches Knabeninstitut, Höhere Lehranstalt für Töchter gebildeter Stände, Vereinshaus | Dr.-Külz-Straße 4 (Lage)                        | NDL       | 1887/88, 1893                                           | Friedrich Ernst Kießling, Adolf Neumann (Aufstockung)                                      | BD. Ehemals Privatschulgebäude. Erhielt 1905 eine 10-klassige Töchterschule dazu. | Töchterschule Hoffmann, Postkarte, um 1900                                          |
| Priv. Lehrinstitut für Töchter höherer Stände, Inh. Johanna Rudorf                          | Gellertstraße 15 (Lage)                         | RAD       | 1887                                                    | Moritz Gustav Ziller                                                                       | Kein Denkmal. Ehemals Privatschule, heute Wohnhaus | Rudorfs Priv. Lehrinstitut für Töchter höherer Stände                               |
| Kriegers höhere Lehr- und Erziehungsanstalt für Töchter                                     | Meißner Straße 257 (Lage)                       | KOE       | 1867 gegründet                                          |                                                                                            | Kein Denkmal mehr. Ehemalige Privatschule. 1867 auf Altfriedstein gegründet, 1872 auf die damalige „Meissner Strasse 39“ verlegt, 1903 aufgelöst. Danach im Erdgeschoss öffentliche Bibliothek und Lesehalle.                                                                         | Ehemals Kriegers höhere Lehr- und Erziehungsanstalt für Töchter, Meißner Straße 257 |
| Kriegers Knabenerziehungsheim                                                               | Meißner Straße 261 (Lage)                       | KOE       |                                                         |                                                                                            | Kein Denkmal mehr. Ehemalige Privatschule unter der damaligen Adresse „Meissner Strasse 41“, 1903 aufgelöst. | Ehemals Krieger's Knabenschule mit Pensionat, Meißner Straße 273                    |
| Dir. Krieger's Knabenschule mit Pensionat                                                   | Meißner Straße 273 (Lage)                       | KOE       |                                                         |                                                                                            | Kein Denkmal. Ehemalige Privatschule (Progymnasium) unter der damaligen Adresse „Meissner Strasse 47“, 1903 aufgelöst. Lehrer: Hermann Lietz (1895–1896). Nach Kriegers Wegzug wohnten dort im 1. Stock noch seine Schwestern Alma und Anna, beide Handarbeitslehrerinnen             | Ehemals Krieger's Knabenschule mit Pensionat, Meißner Straße 273                    |
| Dr. Serrius’ Lehr- und Erziehungsanstalt für Knaben, Grundhof                               | Paradiesstraße 66, 68 (Lage)                    | NDL       | 1650 Hoher Berg, 1696, 1823, 1907–1909                  | Otto Rometsch, Adolph Suppes                                                               | BD DNA. Ehemaliges Weingut mit Herrenhaus, Gartensaal, Gärtnerhaus sowie zwei Pavillons, Park und Einfriedung. Besitzer, Bewohner: Hofprediger Christian Ehrgott Raschig, Johann Friedrich Anton Dehne, Reichsgerichtsrat a. D. Otto Suppes, Wilhelm Claus, Karl Kröner, Paul Wilhelm | Lehr- und Erziehungsanstalt, Lithografie, um 1823                                   |
| Lang’sches Institut für Söhne aus gebildeten Familien, Schloss Wackerbarth                  | Wackerbarthstraße 1, Mittlere Bergstraße (Lage) | NDL       | 1727–1729, Jacobstein 1743, 1816, Umbau 1853 u. 1916/17 | Johann Christoph Knöffel, Matthäus Daniel Pöppelmann, Georg Heinsius von Mayenburg (Umbau) | BD SG WLG. Schloss mit barocker Gartenanlage, Belvedere, Jacobstein, Reste von Gartenplastiken, Einfriedung, Erinnerungstafel und Weinberg. Bewohner: Elise Polko. Lehrer: Carl Lang, Johann Peter Hundeiker. Schüler: Heinrich Brockhaus, Herrmann Brockhaus                         | Schloss Wackerbarth, um 1820                                                        |
| Dienstmädchen-Schule                                                                        | Waldstraße 32 (Lage)                            | OBL       | 1862, 1874                                              | Moritz Ziller, E. Adam                                                                     | BD. Landhausartige Villa mit Einfriedung | Dienstmädchen-Schule                                                                |
| Töchterschule, Inh. Agnes Jäckel                                                            | Wilhelmstraße 5 (Lage)                          | NDL       | um 1879                                                 |                                                                                            | Kein Denkmal. Ehemalige Privatschule | Jäckels Töchterschule                                                               |